# Formula Palmer Audi
Formula Palmer Audi (иногда — FPA) — это соревнование для машин формульного типа, проводимое на различных трассах Великобритании в 1998—2010 годах.

## Общая информация
История
Проект запущен в октябре 1997 года как более дешёвая альтернатива британской Формуле-3 для пилотов, начинающих свою карьеру в гонках на машинах с открытыми колёсами. Поставщиком шасси, подготовленного под требования безопасности FIA для машин класса Формула-3, выступила компания Van Diemen, хорошо зарекомендовавшая себя в создании шасси для подобных категорий «формульного» автоспорта в Великобритании, а двигателей — компания Audi, предложившая за весьма малую сумму в 10 тысяч фунтов 1,8-литровую 20-клапанную силовую установку мощностью 250 л. с., мало отличимую от серийной и оснащённую турбонагнетателем. Для большего сокращения бюджетов все машины в серии обслуживала единая бригада механиков и потенциальному гонщику необходимо было лишь оплатить своё участие в гонках серии, а дальнейший результат определялся лишь его способностями в работе с инженерами (ротируемых по ходу сезона), скоростью и стабильностью на трассе. Разница в весе гонщиков выравнивалась за счёт системы балластов. Годовой бюджет участия в серии составил 85 тысяч фунтов, при этом год в британской Ф-3 стоил 350 тысяч, в Формуле-Рено — 170, а в Формуле-Форд — 90. Поддержание бюджета на этом уровне с течением времени было достигнуто за счёт отсутствия смен поколений шасси. Дополнительная привлекательность серии для спонсоров была достигнута за счёт большого освещения гонок чемпионата в СМИ: был запущен собственный веб-сайт, издавался профильный журнал, а также были организованы телевизионные трансляции со всех этапов серии.
Первый чемпионат открылся во вторые выходные мая, собрав на своём стартовом поле 24 участников. Поставщиком покрышек с первого сезона вызвалась быть компания Avon, предложившая достаточно жёсткую смесь для гонок по сухому асфальту и вариант резины для дождевых гонок. К 2000 году размер шин был дополнительно увеличен до размеров, используемых в тот период в Международной Формуле-3000. При этом пилот получал на уик-энд лишь один комплект шин для сухой погоды, который мог быть заменён лишь в случае прокола. Пытаясь как-то выделиться на общем фоне организаторы также предложили потенциальным участником концепцию «буста» — кратковременного увеличения мощности мотора для дополнительного роста количества обгонов; для уменьшения влияния одной ошибки на результат всего уик-энда гонщики по ходу одного этапа проводили два заезда, где стартовая решётка второй гонки формировалась по итогам финиша первой, с той лишь разницей, что первая четвёрка начинала заезд в порядке, обратному их результату. Со временем дополнительные очки стали присуждаться победителям квалификации, а также была попытка попробовать начинать гонки сходу — без традиционной остановки на стартовом поле после прогревочного круга (впрочем вскоре от неё отказались). Через некоторое время уик-энд стал насчитывать три гоночных заезда.
Фактический владелец серии Джонатан Палмер купил для своего первого сезона 26 гоночных болидов, 8 грузовиков для перевозки различного оборудования и нанял 50 человек обслуживающего персонала, используя в качестве места проведения части этапов серии подконтрольные своей компании автодромы. Дополнительным бонусом для чемпиона становились 50 тысяч фунтов призовых, которые он мог потратить на продолжение своей карьеры. Чемпионат быстро обрёл свою популярность и даже к 2011 году, когда Палмер переключился на другие проекты, имел немалое число желающих принять участие в своих заездах. Первый чемпион серии — Джастин Уилсон — уже через год оказался в Международной Формуле-3000, в 2001 году завоевав там титул и при содействии того же Палмера перейдя в Формулу-1. Позже немало других выпускников чемпионата доказали свой талант в элитных чемпионатах автогоночного мира: Роберт Хафф и Энди Приоль становились победителями кузовного чемпионата мира, Гэри Паффетт выигрывал первенство DTM, титул в Международной Формуле-3000 и её правопреемнице GP2 покорился Джорджо Пантано и Бьорну Вирдхайму.
Формат уик-энда и очки
К концу своего существования серии, как правило, проводил этапы в два дня, во время которых проводилась тренировка, две двадцатиминутные квалификационные сессии и две-три гонки длиной в 56 км. Решётка в первом и втором заезде определялась по итогам первой и второй квалификационных сессий, а третьей — по лучшему кругу во второй гонке. Для роста борьбы по ходу сезона зачётная группа в гонках была расширена до 19 пилотов, причём от гонщиков требовалось не просто сойти позже других, но и увидеть клетчатый флаг на финише заезда.
- Детальная схема присуждения очков такова:

| Позиция | 1  | 2  | 3  | 4  | 5  | 6  | 7  | 8  | 9  | 10 | 11 | 12 | 13 | 14 | 15 | 16 | 17 | 18 | 19 |
| ------- | -- | -- | -- | -- | -- | -- | -- | -- | -- | -- | -- | -- | -- | -- | -- | -- | -- | -- | -- |
| Очки    | 24 | 20 | 18 | 16 | 15 | 14 | 13 | 12 | 11 | 10 | 9  | 8  | 7  | 6  | 5  | 4  | 3  | 2  | 1  |

За время своего существования FPA провела свои этапы на 16 автодромах (из них девять были расположены в Великобритании, по два — во Франции и Италии, а также по одному — в Бельгии, Германии и Ирландии), время от времени соседствуя с более престижными гоночными категориями в рамках гоночного уик-энда.
Дополнительные соревнования
Кроме основной серии, поздней осенью также проводился дополнительный трофей, в разное время именовавшийся осенним кубком или зимней серией. Первоначально мини-чемпионат использовался для подготовки американских пилотов к Фестивалю Формулы-Форд, а позже сильнейший пилот по итогам дополнительного плей-офф-заезда, проводимого в рамках второго раунда этого двухэтапного соревнования, номинировался на престижную премию McLaren Autosport BRDC Award.
Телевизионное освещение
Права на трансляции этапов серии были проданы европейскому многоязычному телеканалу Motors TV, готовившему 30-минутный обзор каждой гонки основного чемпионата и аналогичные по длительности передачи для каждого этапа осеннего кубка. Помимо обычных фрагментов заездов в обзоры также входили интервью с гонщиками.

## Чемпионы первенства
| Сезон | Призёры первенства | Призёры первенства | Призёры первенства | Победитель осеннего трофея / зимней серии |
| Сезон | Чемпион            | Второй             | Третий             | Победитель осеннего трофея / зимней серии |
| ----- | ------------------ | ------------------ | ------------------ | ----------------------------------------- |
| 1998  | Джастин Уилсон     | Даррен Тёрнер      | Ричард Тарлинг     | Дерек Хейз                                |
| 1999  | Ричард Тарлинг     | Ричард Лайонс      | Дэмиен Фолкнер     | Пол Эдвардс                               |
| 2000  | Дэмиен Фолкнер     | Джастин Кин        | Робби Керр         | Филип Гиблер                              |
| 2001  | Стив Уорбартон     | Стивен Янг         | Гидеон Крессвелл   |                                           |
| 2002  | Адриан Уиллмотт    | Джоэль Нельсон     | Роман Русинов      | Бен Льюис                                 |
| 2003  | Райан Льюис        | Адам Смит          | Райан Хукер        | Джонатан Кеннард                          |
| 2004  | Джонатан Кеннард   | Роб Дженкинсон     | Карим Оййех        | Стивен Янг                                |
| 2005  | Джо Танди          | Дэвид Эптон        | Стюарт Приор       | Джош Уэбер                                |
| 2006  | Джон Барнс         | Виктор Йенсен      | Крис Хаймен        | Дэн Кэмерон                               |
| 2007  | Тим Бриджмен       | Стефан Уилсон      | Лусано Бачета      | Ричард Кин                                |
| 2008  | Джейсон Мур        | Том Брэдшоу        | Джолион Палмер     | Найл Квинн                                |
| 2009  | Ричард Плант       | Казим Василяускас  | Адам Фостер        |                                           |
| 2010  | Найджел Мур        | Максим Жусс        | Рамон Пинейро      |                                           |